# Milan Vidmar
Milan Vidmar (Laibach, 22 de junho de 1885 — 9 de outubro de 1962) foi um jogador de xadrez, Grande Mestre e Árbitro Internacional de xadrez e engenheiro elétrico da Iugoslávia sendo por quase vinte anos um dos seis melhores jogadores do mundo. Disputou vários fortes torneios como Coburg (1904), Barmen (1905), Nuremberga (1906) e Carlsbad (1907). Sua primeira vitória foi em Gotemborg (1909) mas o melhor resultado de sua carreira até então foi o segundo lugar em  San Sebastian (1911) divido com Akiba Rubinstein e vencido por José Raúl Capablanca, e a frente de Carl Schlechter e Siegbert Tarrasch. Durante a Primeira Guerra Mundial venceu dois fortes torneios: Viena (1917) e Berlim (1918) e após a guerra teve cinco excelentes resultados em torneios internacionais: terceiro em Londres (1922), primeiro em Hastings (1926), terceiro em Semmering (1926), quarto em Nova Iorque (1927) e primeiro em Bad Sliac (1932). Vidmar venceu também o forte campeonato iugoslavo de 1939 e encerrou a sua carreira em 1946 mas continuou com as atividades no xadrez sendo o árbitro chefe do Campeonato Mundial de Xadrez de 1948. Capablanca afirmara que 'tinha sorte por Vidmar se dividir entre a engenharia e o xadrez, do contrário seu título mundial estaria seriamente ameaçado'. Vidmar escreveu 35 livros de engenharia e duas autobiografias sobre sua atividade no xadrez.

## Principais resultados em torneios
| Data | Local              | Colocação | Observações                                                                                             |
| ---- | ------------------ | --------- | --- |
| 1911 | San Sebastian 1911 | 3         | Vencido por José Raul Casablanca, com Akiba Rubinstein em segundo e Frank Marshall em quarto.           |
| 1922 | Londres 1922       | 4         | Vencido por José Raul Capablanca, com Alexander Alekhine em segundo e Akiba Rubinstein em quarto.       |
| 1927 | Nova Iorque 1927   | 4         | Vencido por José Raul Capablanca, com Alexander Alekhine em segundo e Aron Nimzowitsch em terceiro.     |
| 1931 | Bled 1931          | 5         | Vencido por Alexander Alekhine, com participação de Efim Bogoljubow, Aaron Nimzowitsch e Isaac Kashdan. |